# Erick Mombaerts
Erick Mombaerts (Chantecoq, 21 aprile 1955) è un allenatore di calcio, dirigente sportivo ed ex calciatore francese, di ruolo centrocampista.